# Hysminai
Le Hysminai (greco antico: ὑσμῖναι; singolare: hysmine ὑσμίνη) sono figure della mitologia greca. Discendenti di Eris, sono personificazioni della battaglia. Quinto Smirneo ha scritto di loro nel libro V della caduta di Troia in un passaggio tradotto da Arthur Way:
Beside them Battle incarnate onward pressed
Yelling, and from their limbs streamed blood and sweat
.»